# Molophilus (Promolophilus) diacus
Molophilus (Promolophilus) diacus is een tweevleugelige uit de familie steltmuggen (Limoniidae). De soort komt voor in het Oriëntaals gebied.